# Мамай (Кокпектинський район)
Мама́й (каз. Мамай) — село у складі Кокпектинського району Абайської області Казахстану. Входить до складу Ульгулімалшинського сільського округу.
Населення — 279 осіб (2021; 381 у 2009, 435 у 1999, 482 у 1989).
Національний склад станом на 1989 рік:
- казахи — 100 %